# ميخائيل داي
ميخائيل داي (7 أغسطس 1974 في أستراليا - ) (بالإنجليزية: Michael Day)‏ هو لاعب كريكت أسترالي. لعب مع آي سي تي كومتس ‏.

## وصلات خارجية
- ميخائيل داي على موقع إي آس بي آن كريك إنفو (الإنجليزية)